# Jibert
Jibert – wieś w Rumunii, w okręgu Braszów, w gminie Jibert. W 2011 roku liczyła 576 mieszkańców.